# Clan Shimazu
Il Clan Shimazu (島津氏?, Shimazu-shi) era il nome della famiglia cui appartenevano i daimyō dello han di Satsuma, che si estendeva sulle province di Satsuma, Ōsumi e Hyūga, in Giappone.

## Storia

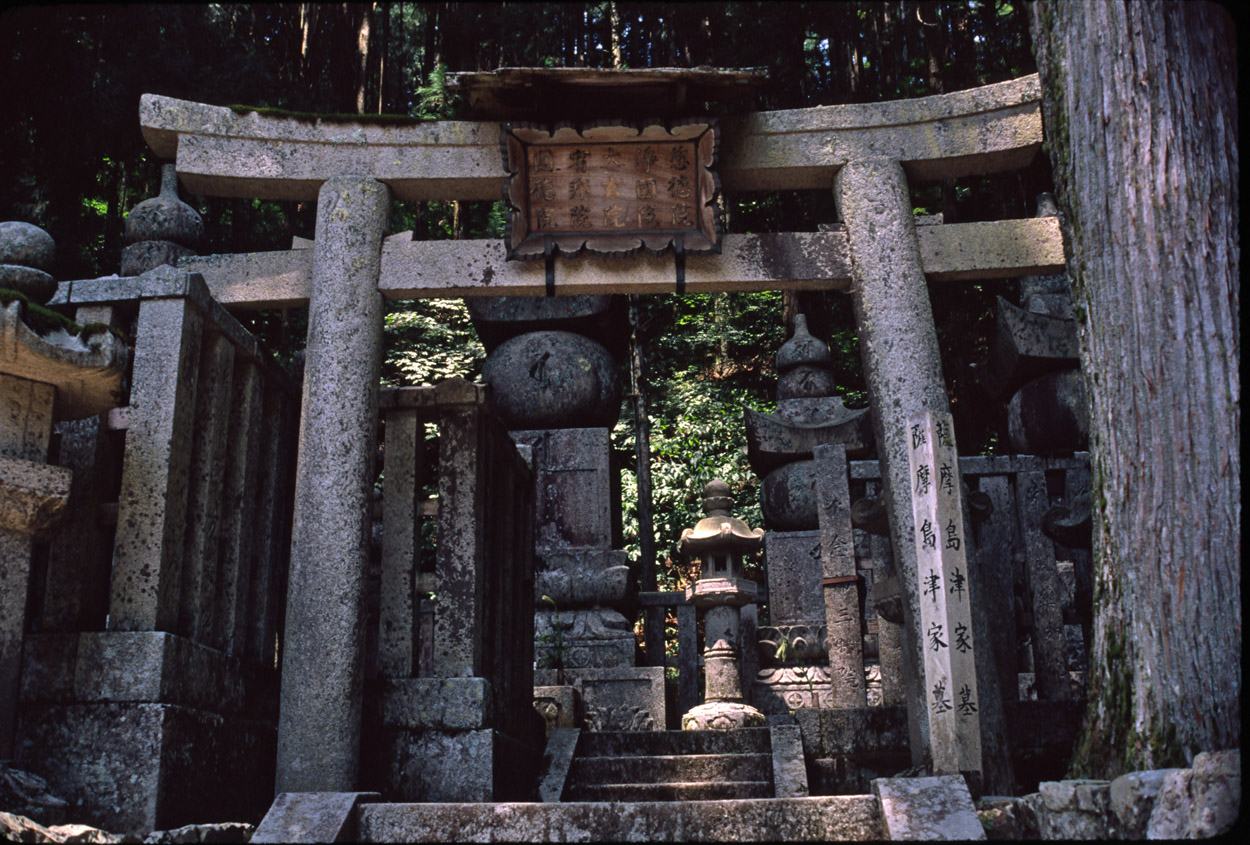
Tomba della famiglia Shimazu sul Monte Kōya

La famiglia Shimazu discendeva dal ramo Seiwa Genji del clan Minamoto. Il capostipite, Shimazu Tadahisa (m. 1227), era figlio dello shōgun Minamoto no Yoritomo (1147-1199) e della sorella di Hiki Yoshikazu. La moglie di Tadahisa era una figlia di Koremune Hironobu, discendente del clan Hata, di cui inizialmente Tadahisa prese il cognome.
Tadahisa ricevette il dominio di Shioda nella provincia di Shinano nel 1186 e venne nominato shugo della provincia di Satsuma. Inviò Honda Sadachika a prendere possesso della provincia in suo nome e accompagnò Yoritomo nella sua spedizione nella provincia di Mutsu nel 1189. Andò a Satsuma nel 1196, sottomise le provincie di Hyūga e Ōsumi, fece costruire e si insediò nel castello di Hyuga, all'interno del dominio di Shimazu, da cui il clan prese il nome. Sarebbe divenuto uno dei daimyō del Periodo Edo ad aver mantenuto il controllo sul proprio territorio sin dal periodo Kamakura, e sarebbe inoltre diventato, all'apice della sua potenza, il clan più facoltoso, con una rendita di oltre 700.000 koku.
Il diciannovesimo capoclan, Yoshihiro (1535–1619), fu daimyō all'epoca della battaglia di Sekigahara, evento che avrebbe portato alla fondazione dello shogunato Tokugawa e all'assedio di Osaka. Il successore, il nipote Shimazu Tadatsune, detenne il potere durante i due primi decenni del diciassettesimo secolo, e organizzò l'invasione del Regno delle Ryūkyū (nell'odierna Prefettura di Okinawa) nel 1609. Lo shogun Tokugawa permise tale operazione militare poiché era suo desiderio placare gli Shimazu e prevenire la loro potenziale ostilità, dopo averli sconfitti nella battaglia di Sekigahara.
Il commercio del clan beneficiò della conquista delle Ryukyu e si espanse ulteriormente; il prestigio di costituire l'unica dinastia daimyō che controllava un'intera nazione straniera consolidò la fama di essere una tra le più forti famiglie del Giappone feudale. Il Regno delle Ryūkyū divenne una colonia del clan Shimazu, ma già negli anni successivi all'invasione giapponese riprese a versare tributi alla Cina, che fin dalla creazione del regno aveva imposto tale obbligo in cambio del benestare sull'investitura reale. Sarebbe stato annesso al Giappone solo nel 1879.
Il clan Shimazu è noto per la lealtà dei suoi uomini e dei suoi alleati, in particolare durante l'epoca Sengoku. Alcune famiglie affiliate, come il clan Ijuin e il clan Shirakawa, furono determinate a vincere ogni opposizione per aiutare il clan Shimazu ad espandere il proprio potere. Gli Shimazu sono anche famosi per essere stati i primi ad utilizzare armi da fuoco (archibugi) sui campi di battaglia giapponesi e diventarono inoltre produttori di tali armi. Le tattiche belliche degli Shimazu ebbero successo contro armate nemiche più numerose, in particolare durante la campagna per conquistare Kyūshū negli anni 1580. Le loro strategie comprendevano l'attrazione del nemico in imboscate dove, su ambo i fianchi della colonna nemica, truppe di archibugieri creavano il panico nelle file avversarie mentre venivano accerchiate dal grosso dell'armata, che tagliava ogni via di fuga. Fu grazie a questi stratagemmi che gli Shimazu sconfissero clan molto più numerosi, come quelli degli Itō, dei Ryūzōji e degli Ōtomo. Soprattutto, la famiglia Shimazu costituiva un clan molto numeroso e forte, grazie alla loro robusta economia dovuta sia alla produzione dei loro territori che al commercio, ad una buona organizzazione governativa e militare, alla sicura lealtà degli alleati e all'isolamento di Honshū.
Il 31° capoclan Shimazu, Hisamitsu (1817–1887) fu il daimyō di Satsuma-han e svolse un ruolo importante durante la vittoriosa guerra Boshin e la successiva Restaurazione Meiji.

## Albero genealogico
- Shimazu Tadahisa  (1179-1227), figlio dello shogun Minamoto no Yoritomo (1147-1199), membro del Clan Minamoto, signore di Shioda nella provincia di Shinano (1186), shugo della provincia di Satsuma; primo capo famiglia degli Shimazu
  - Shimazu Tadasue, fratellastro di Tadahisa da un padre diverso, e capostipite della Wakasa Shimazu
  - Shimazu Tadatsuna, figlio di Tadahisa, e capostipite della Echizen Shimazu
  - Shimazu Tadatoki  (1202-1272), figlio di Tadahisa, 2° capo famiglia
    - Shimazu Tadatsugu, figlio di Tadatoki, e capostipite del clan Yamada
    - Shimazu Tadatsune, figlio di Tadatoki
      - Shimazu Tadamitsu (progenitore del clan Machida)
      - Shimazu Toshitada (progenitore del clan Ijuin)

  - Shimazu Hisatsune (1225-1284), figlio di Tadatoki, 3° capofamiglia
    - Shimazu Hisanaga, figlio di Hisatsune, e capostipite del clan Izaku

  - Shimazu Tadamune (1251-1325), figlio di Hisatsune, 4° capofamiglia
    - Shimazu Suketada, figlio di Tadamune, capostipite del clan Hongo (Miyakonojo Shimazu)
    - Shimazu Sukehisa, figlio di Tadamune, capostipite del clan Kabayama
    - Shimazu Tokihisa, figlio di Tadamune, capostipite del clan Niiro
    - Shimazu Tadamitsu, figlio di Tadamune, capostipite del clan Sata
    - Shimazu Tadauji, figlio di Tadamune, capostipite del clan Izumi

  - Shimazu Sadahisa (1269-1363), figlio di Tadamune, 5° capofamiglia
    - Shimazu Yorihisa, figlio di Sadahisa, capostipite del clan Kawakami
    - Shimazu Munehisa, figlio di Sadahisa
    - Shimazu Morohisa (1325-1376), figlio di Sadahisa, shugo della provincia di Satsuma, capostipite della famiglia Shimazu Soshu
    - Shimazu Korehisa (1347-1407), figlio di Morohisa
      - Shimazu Morihisa
      - Shimazu Tadatomo
      - Shimazu Hisateru

  - Shimazu Ujihisa (1328-1387), figlio di Sadahisa, 6° capofamiglia, shugo della provincia di Osumi, capostipite della famiglia Oshu Shimazu (il lignaggio principale dei signori Shimazu di Satsuma)
  - Shimazu Motohisa (1363-1411), figlio di Ujihisa, 7° capofamiglia
    - Shimazu Morikuni, figlio di Motohisa, aka Chuo-Osho, capo sacerdote di Fukusho-ji

  - Shimazu Hisatoyo (1375-1425), figlio di Ujihisa, 8° capofamiglia
    - Shimazu Mochihisa, figlio di Hisatoyo, capostipite del clan Sasshû
    - Shimazu Suehisa, figlio di Hisatoyo, capostipite del clan Hoshu

  - Shimazu Tadakuni (1403-1470), figlio di Hisatoyo, 9° capofamiglia
    - Shimazu Hisayasu (Izaku clan), figlio di Tadakuni
    - Shimazu Yoshihisa, figlio di Hisayasu
    - Shimazu Tadayoshi (Soshu clan), figlio di Yoshihisa
    - Shimazu Tomohisa, figlio di Tadakuni, progenitore della Soshu clan
    - Shimazu Yokihisa, figlio di Tomohisa
    - Shimazu Tadayoshi, figlio adottivo di Yokihisa
      - Shimazu Takahisa
      - Shimazu Naohisa
      - Shimazu Tadamasa

    - Shimazu Mochihisa, figlio di Tadamasa
      - Shimazu Akihisa
      - Shimazu Tadaoki

  - Shimazu Tatsuhisa (1432-1474), figlio di Tadakuni, 10° capo famiglia
  - Shimazu Tadamasa (1463-1508), figlio di Tatsuhisa, 11° capo famiglia
  - Shimazu Tadaharu (1489-1515), figlio di Tadamasa, 12° capofamiglia
  - Shimazu Tadataka (1497-1519), figlio di Tadamasa, 13° capo famiglia
  - Shimazu Katsuhisa (1503-1573), figlio di Tadamasa, 14° capo famiglia
  - Shimazu Takahisa (1514-1571), figlio adottivo di Katsuhisa, 15° capo famiglia
    - Shimazu Iehisa (1547-1587), figlio di Takahisa, capostipite della Nagayoshi Shimazu
    - Shimazu Toyohisa (1570 - 1600), figlio di Iehisa e nipote di Yoshihiro
    - Shimazu Toshihisa (1537-1592), figlio di Takahisa, capostipite della Hioki Shimazu

  - Shimazu Yoshihisa (1533-1611), figlio di Takahisa, 16° capo famiglia
  - Shimazu Yoshihiro (1535-1619), figlio di Takahisa, 17° capofamiglia
    - Shimazu Hisayasu, figlio di Yoshihiro

  - Shimazu Tadatsune (1576-1638, aka Iehisa), figlio di Yoshihiro, 18° capofamiglia, primo daimyo di Satsuma
    - Shimazu Tadaaki, figlio di Tadatsune, capostipite del clan Kajiki

  - Shimazu Mitsuhisa (1616-1694), figlio di Tadatsune, 19° capofamiglia, 2° aimyo di Satsuma
    - Shimazu Tsunahisa (1637-1673), figlio di Mitsuhisa

  - Shimazu Tsunataka (1650-1704), figlio di Tsunahisa, 20° capofamiglia, 3° Edo pd daimyo di Satsuma
  - Shimazu Yoshitaka (1675-1747), figlio di Tsunataka, 21° capofamiglia, 4° Edo pd daimyo di Satsuma
    - Shimazu Tadaakira (Imaizumi clan), figlio di Yoshitaka
    - Shimazu Tadanori (famiglia Shigetomi), figlio di Yoshitaka

  - Shimazu Tsugutoyo (1701-1760), figlio di Yoshitaka, 22° capofamiglia, 5° daimyo di Satsuma
  - Shimazu Munenobu (1728-1749), figlio di Tsugutoyo, 23° capofamiglia, 6° daimyo di Satsuma
  - Shimazu Shigetoshi (1729-1755), figlio di Tsugutoyo, 24° capofamiglia, 7° daimyo di Satsuma
  - Shimazu Shigehide (1745-1833), figlio di Shigetoshi, 25° capofamiglia, 8° daimyo di Satsuma
    - Shige-hime (Kodai-in), figlia di Shigehide, moglie di Shogun Tokugawa Ienari
    - Shimazu Masataka, signore di Nakatsu in provincia Buzen, figlio di Shigehide, adottato da Okudaira Masao
    - Shimazu Narihiro, signore di Fukuoka, figlio di Shigehide, adottato da Kuroda Narikiyo
    - Shimazu Nobuyuki, signore di Hachinohe, figlio di Shigehide, adottato da Nanbu Nobumasa

  - Shimazu Narinobu (1773-1841), figlio di Shigehide, 26° capofamiglia, 9° daimyo di Satsuma
  - Shimazu Sadatake, signore di Iyo-Matsuyama, figlio di Narinobu, adottato dal Matsudaira Sadamichi
    - Shimazu Tadatake (famiglia Imaizumi), figlio di Narinobu
    - Atsuhime, figlia di Tadatake, adottato da Shimazu Nariakira, moglie di Shogun Tokugawa Iesada

  - Shimazu Narioki (1791-1859), figlio di Narinobu, 27° capofamiglia, 10° daimyo di Satsuma
    - Iku-hime, figlia di Narioki, moglie di Konoe Tadahiro
    - Shimazu Naritoshi, figlio di Narioki, signore di Okayama han, adottato dalla Ikeda Narimasa
    - Toki-hime, figlia di Narioki, moglie di Yamauchi Toyoteru, signore diTosa han
    - Shimazu Hisamitsu (Shimazu famiglia Tamazato), figlio di Narioki

  - Shimazu Tadayoshi  (1840-1897), figlio di Hisamitsu, figlio adottivo di Nariakira, 29° capofamiglia, 12° daimyo di Satsuma
  - Shimazu Nariakira  (1809-1858), figlio di Narioki, 28° capofamiglia, 11° daimyo di Satsuma
    - Sada-hime, figlia di Nariakira, moglie di Konoe Tadafusa
    - Teru-hime, figlia di Nariakira, moglie di Shimazu Tadayoshi
    - Nori-hime, figlia di Nariakira, moglie di Shimazu Uzuhiko del Echizen Shimazu
    - Yasu-hime, figlia di Nariakira, poi moglie di Shimazu Tadayoshi

## Personaggi del clan
1. Shimazu Tadahisa
2. Shimazu Tadatoki
3. Shimazu Hisatsune
4. Shimazu Tadamune
5. Shimazu Sadahisa
6. Shimazu Morohisa
7. Shimazu Ujihisa
8. Shimazu Yuihisa
9. Shimazu Motohisa
10. Shimazu Hisatoyo
11. Shimazu Tadakuni
12. Shimazu Tachihisa
13. Shimazu Tadamasa
14. Shimazu Tadaosa
15. Shimazu Tadataka
16. Shimazu Katsuhisa
17. Shimazu Takahisa
18. Shimazu Yoshihisa
19. Shimazu Yoshihiro
20. Shimazu Tadatsune
21. Shimazu Mitsuhisa
22. Shimazu Tsunataka
23. Shimazu Yoshitaka
24. Shimazu Tsugutoyo
25. Shimazu Munenobu
26. Shimazu Shigetoshi
27. Shimazu Shigego
28. Shimazu Narinobu
29. Shimazu Nariaki
30. Shimazu Nariakira
31. Shimazu Hisamitsu
32. Shimazu Tadayoshi
33. Shimazu Tadashige

## Altri membri
- Shimazu Sanehisa
- Shimazu Yoshitora

## Seguaci famosi
- Ijuin Tada'aki
- Ijuin Tada'ao
- Ijuin Tadamune
- Ijuin Tadazane
- Niiro Tadamoto
- Yamada Arinobu
- Yamada Arinaga
- Kabayama Hisataka
- Saigō Takamori
- Shō Nei, Re di Ryūkyū
- Shō Tai, Re di Ryūkyū